# Walenty Staniszewski
Walenty Staniszewski (ur. 19 listopada 1859 w Nowym Wiśniczu, zm. 14 września 1920 w Krakowie) – polski prawnik, adwokat, wiceprezydent Krakowa, poseł na Sejm Krajowy Galicji i do Rady Państwa w Wiedniu.

## Życiorys
Był synem rzemieślnika Pawła (1812-1902), miał dwóch braci Władysława Aleksandra (zm. 1920) i Juliana Józefa (1865-1910) lekarzy praktykujących w Galicji Zachodniej. W latach 1870–1878 uczęszczał do gimnazjum w Jaśle. Studiował prawo na UJ, 16 lipca 1883 uzyskał stopień doktora prawa, promotorem pracy był Fryderyk Zoll (starszy). Służbę wojskową odbył uzyskując stopień porucznika rezerwy. W latach 1891–1903 prowadził w Krakowie własna kancelarie adwokacką. 24 czerwca 1896 został wybrany w skład Rady Miasta Krakowa w której zajmował się sprawami finansowymi, gospodarczymi i prawnymi. 23 czerwca 1902 został wybrany drugim wiceprezydentem Krakowa z funkcji zrezygnował w czerwcu 1903, kiedy Rada Miasta powołała go na stanowisko dyrektora Kasy Oszczędności miasta Krakowa. 7 listopada 1906 w wyborach uzupełniających po śmierci posła Jana Rottera został wybrany posłem do Sejmu Krajowego Galicji VIII kadencji. Pracował w komisjach administracyjnej, bankowej (zajmował się rachunkami Galicyjskiej Kasy Oszczędności we Lwowie) i wodnej (regulacja Rudawy). W maju 1907 uzyskał w wyborach mandat poselski do austriackiej Rady Państwa w Wiedniu w Wiedniu XI kadencji (1907-1911) pokonując Zygmunta Marka. Był prezesem Towarzystwa Strzeleckiego w Krakowie. W latach 1908–1911 pełnił funkcje prezesa Związku Galicyjskich Kas Oszczędności we Lwowie. W Radzie Miasta Krakowa pracował do 1911, 30 kwietnia 1914 przestał być również dyrektorem Kasy Oszczędności. Ponownie otworzył swoją kancelarię adwokacką, jednak po wybuchu wojny wraz z rodziną ewakuował się do Wiednia. Powrócił do Krakowa w 1915, w 1919 został powołany na stanowisko radcy w Prokuratorii Skarbu  Prokuratury Generalnej RP w Warszawie. Objął stanowisko zastępcy naczelnika ekspozytury krakowskiej tej instytucji. Zmarł nagle 14 września 1920 na serce. Został pochowany na cmentarzu Rakowickim w kwaterze VI (rząd płn.).

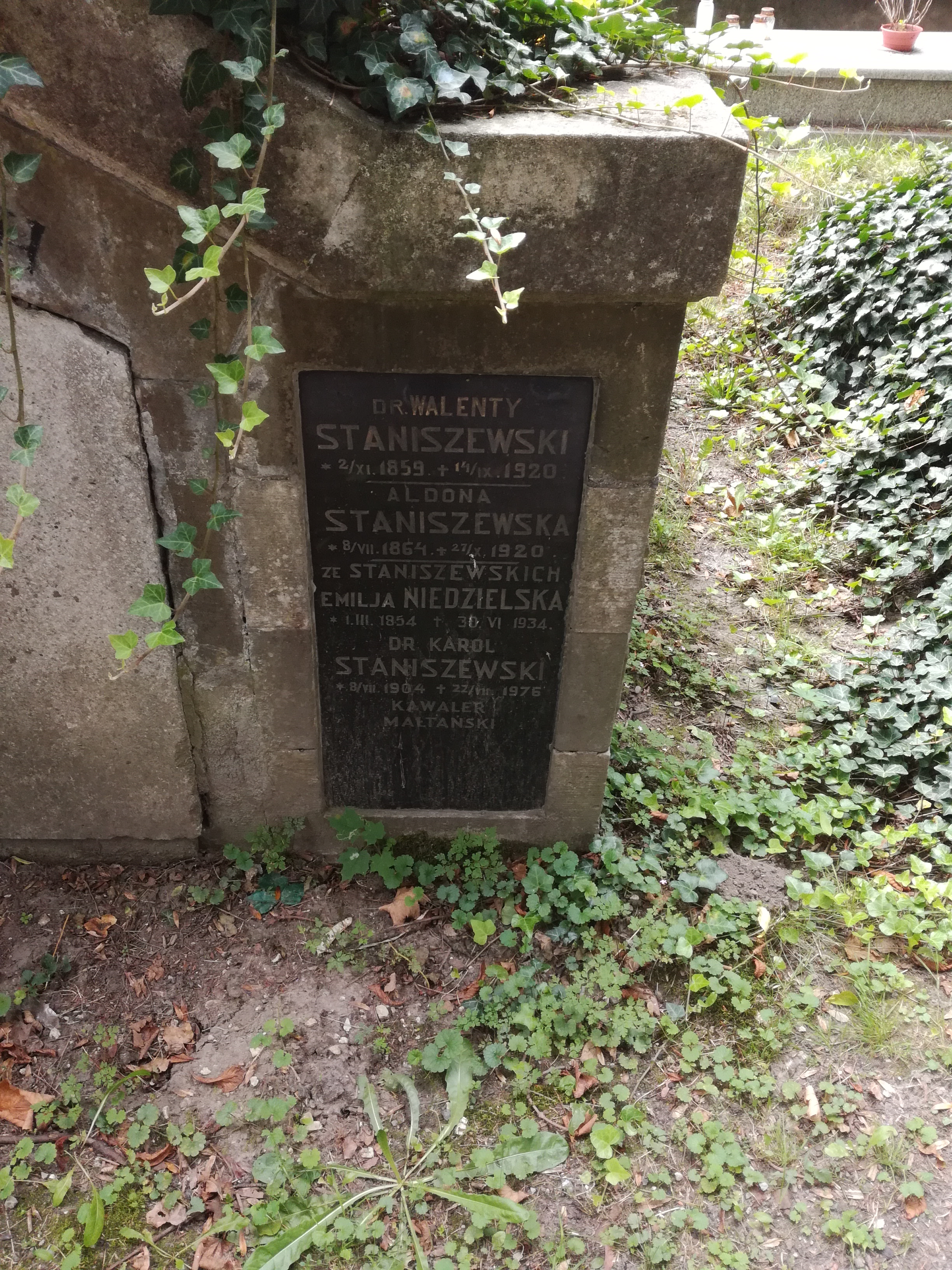
Grób Walentego Staniszewskiego na cmentarzu Rakowickim

Z małżeństwa z Aldoną z Żędzianowskich (1864-1920) miał trójkę dzieci: córkę Zofię oraz synów Adama (1889-1940), taternika, porucznika kawalerii Wojska Polskiego, zamordowanego przez NKWD w ramach zbrodni katyńskiej w Charkowie, i Karola (1904-1976) doktora prawa.